# Kodeks Koldína

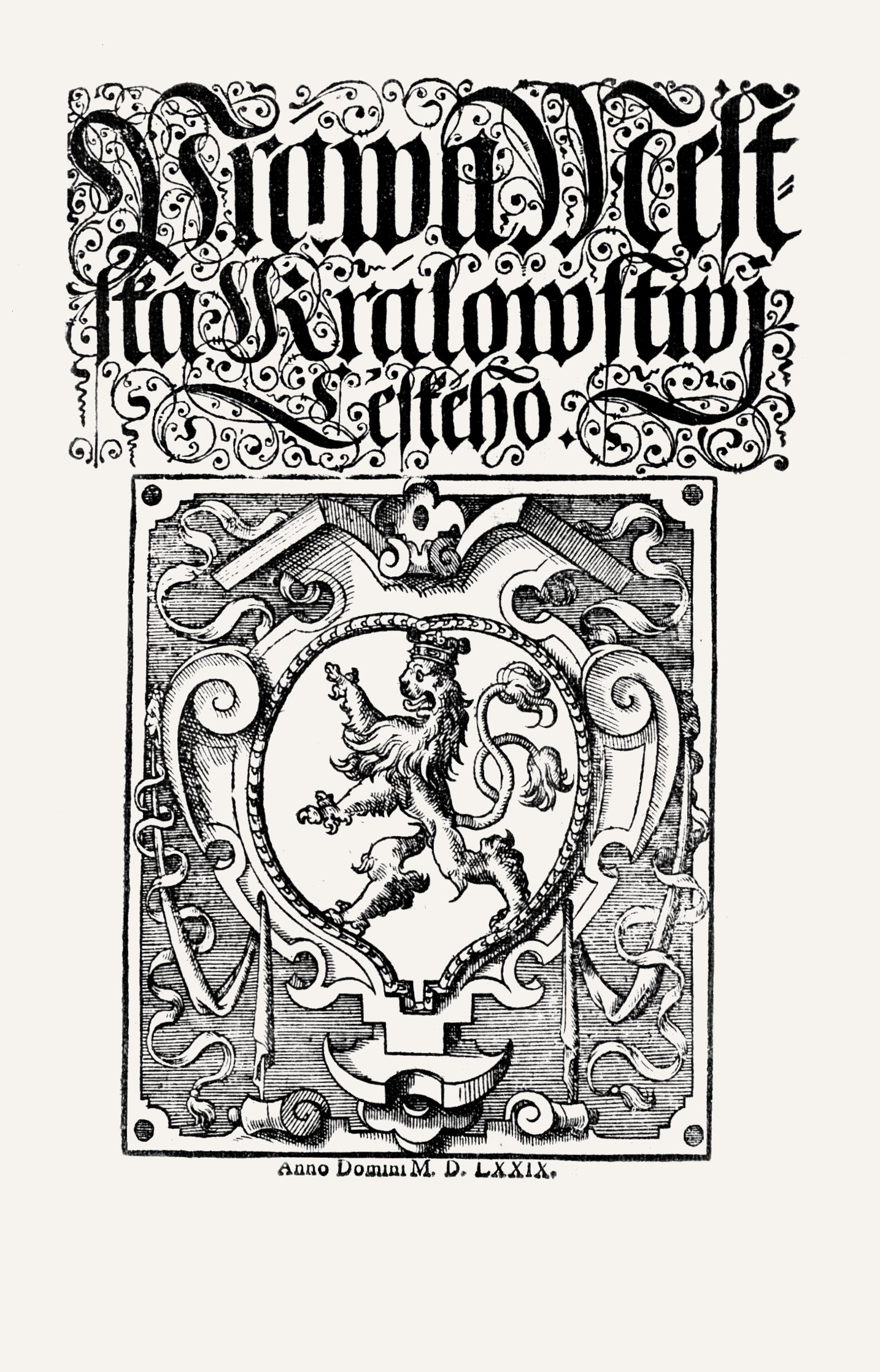
Strona tytułowa Kodeksu Koldína

Kodeks Koldína (Koldínův zákoník), oficjalnie zwany Prawa miejskie królestwa czeskiego (Práva městská království českého, Práwa Měſtſká Králowſtwj Čeſkého) – kodyfikacja miejskiego prawa Czech właściwych.
Autorem Kodeksu jest Pavel Kristián z Koldína (†1589), kanclerz staromiejski. Kodeks napisał już w 1569 roku, jednak z powodu opozycji miast prawa magdeburskiego ukazał się drukiem i zatwierdzenie cesarza Rudolfa II otrzymał dopiero dziesięć lat później.
Czeskie prawo miejskie w kodyfikacji Koldina osiągnęło szczyt w recepcji prawa rzymskiego. 
Kodeks Koldína został przyjęty w Cieszynie już w 1598 roku, na Morawach w drugiej połowie XVII wieku (1697) i na Górnym Śląsku w pierwszej połowie XVIII wieku. W 1784 roku rozciągnięto zakres stosowania prywatnoprawnych norm Kodeksu również na chłopów na Morawach i Śląsku Austriackim. Obowiązywało do 1811.